# Чемпіонат світу з кульової стрільби 2022
Чемпіонат світу з кульової стрільби 2022  проходить у Каїрі, Єгипет з 12 по 25 жовтня 2022 року.

## Результати

### Чоловіки
| Event                                                         | Золото                                                 | Срібло                                                     | Бронза                                                  |
| ------------------------------------------------------------- | ------------------------------------------------------ | ---------------------------------------------------------- | ------------------------------------------------------- |
| Пневматичний пістолет, 10 метрів                              | Лю Цзіньяо (CHN)                                       | Чжан Іфань (CHN)                                           | Павло Коростильов (UKR)                                 |
| Пневматичний пістолет, команда                                | КНР Чжан Іфань Чжан Бовен Лю Цзіньяо                   | Іран Джавад Форугі Мохаммадрасул Ефаті Саджад Пурхуссейні  | Південна Корея Лі Те Мьон Лі Вон Хо Пак Де Хун          |
| Центральний пістолет, 25 метрів                               |                                                        |                                                            |                                                         |
| Центральний пістолет, 25 метрів, команда                      |                                                        |                                                            |                                                         |
| Швидкісний пістолет, 25 метрів                                | Лі Гун Хйок (KOR)                                      | Клемент Бессаго (FRA)                                      | Гулам Мустафа Башир (PAK)                               |
| Швидкісний пістолет, 25 метрів, команда                       | КНР Жань Джумінь Лі Юехун Лу Жимінь                    | Україна Максим Городинець Павло Коростильов Денис Кушніров | Південна Корея Кім Сео Джун Лі Джак Йон Лі Гун Хйок     |
| Стандартний пістолет, 25 метрів                               | Павло Коростильов (UKR)                                | Крістіан Райц (GER)                                        | Віджав'єр Сідху (IND)                                   |
| Пістолет, 50 метрів                                           | Дамір Мікец (SRB)                                      | Чжан Бовен (CHN)                                           | Віктор Банькін (UKR)                                    |
| Пневматична гвинтівка, 10 метрів                              | Рудранхш Патіль (IND)                                  | Даніло Солаццо (ITA)                                       | Шен Ліхао (CHN)                                         |
| Пневматична гвинтівка, команда                                | Індія Арджун Бабута Гульєм Бурже Рудранхш Патіль       | КНР Шен Ліхао Кіран Джадхав Ян Хаожань                     | Сербія Міленко Себич Мілютін Стефанович Лазар Ковачевич |
| Дрібнокаліберна гвинтівка, 50 метрів, лежачи                  | Ян Лохбілер (SUI)                                      | Ліу Якун (CHN)                                             | Чжао Чжунхао (CHN)                                      |
| Дрібнокаліберна гвинтівка, 50 метрів, три положення           | Сергій Куліш (UKR)                                     | Томаш Бартнік (POL)                                        | Джон-Герман Хегг (NOR)                                  |
| Дрібнокаліберна гвинтівка, 50 метрів, три положення, команда  | Норвегія Сімон Клауссен Джон-Герман Хегг Генрік Ларсен | Франція Браян Бодуен Майкл Д'алюен Лукас Бернар Кріс       | Індія Сінгх Томар Свапніл Кусале Нірадж Кумар           |
| Дрібнокаліберна гвинтівка, 300 метрів, лежачи                 |                                                        |                                                            |                                                         |
| Дрібнокаліберна гвинтівка, 300 метрів, три положення          |                                                        |                                                            |                                                         |
| Дрібнокаліберна гвинтівка, 300 метрів, три положення, команда | Франція Емільєн Шассе Міхаель Даллуен Дімітрі Дутендас | Швейцарія Паскаль Бахманн Жиль Дюфо Сандро Греутер         | Австрія Патрік Діем Бернард Пікл Александр Сшмірл       |

### Жінки
| Дисципліна                                                   | Золото                                       | Срібло                                             | Бронза                                                |
| ------------------------------------------------------------ | -------------------------------------------- | -------------------------------------------------- | ----------------------------------------------------- |
| Пневматичний пістолет, 10 метрів                             | Лу Каіман (CHN)                              | Анна Коракакі (GRE)                                | Зорана Арунович (SRB)                                 |
| Пневматичний пістолет, 10 метрів, команда                    | КНР Цзян Рансінь Лу Каіман Лі Сюе            | Індія Рітм Сангван Палак Палак Ювіка Томар         | Іран Хані Ростам'ян Міна Горбані Голноуш Себгатоллахі |
| Центральний пістолет, 25 метрів                              |                                              |                                                    |                                                       |
| Центральний пістолет, 25 метрів, команда                     |                                              |                                                    |                                                       |
| Швидкісний пістолет, 25 метрів                               |                                              |                                                    |                                                       |
| Швидкісний пістолет, 25 метрів, команда                      |                                              |                                                    |                                                       |
| Стандартний пістолет, 25 метрів                              | Сяо Цзяжуйсюань (CHN)                        | Рітм Сангван (IND)                                 | Чен Ян (CHN)                                          |
| Пістолет, 25 метрів                                          | Кім Джан Мі (KOR)                            | Чен Ян (CHN)                                       | Дорін Веннекамп (GER)                                 |
| Пістолет, 25 метрів, команда                                 | КНР Сяо Цзяжуйсюань Ліу Руї Чен Ян           | Індія Рітм Сангван Ашок Патіль Ману Бакер          | Німеччина Дорін Веннекамп Мішель Скеріс Моніка Карш   |
| Пістолет, 50 метрів                                          | Цзян Рансінь (CHN)                           | Сільвія Штайнер (AUT)                              | Нігар Насірова (AZE)                                  |
| Пневматична гвинтівка, 10 метрів                             | Елісон Вайс (USA)                            | Хуан Ютінь (CHN)                                   | Чжан Юй (CHN)                                         |
| Пневматична гвинтівка, 10 метрів, команда                    | КНР Хуан Ютінь Чжан Юй Вань Жілінь           | США Мері Такер Саген Маддалена Елісон Вайс         | Індія Мегана Саджанар Мехулі Гош Елавеніл Валаріван   |
| Дрібнокаліберна гвинтівка, 50 метрів, лежачи                 | Джолін Бір (GER)                             | Саріна Хінц (SUI)                                  | Мері Такер (USA)                                      |
| Дрібнокаліберна гвинтівка, 50 метрів, три положення          | Міао Ванру (CHN)                             | Дженні Стен (NOR)                                  | Жанетт Хегг Дуестад (NOR)                             |
| Дрібнокаліберна гвинтівка, 50 метрів, три положення, команда | Німеччина Джолін Бір Ліза Мюллер Анна Янссен | Швейцарія Саріна Хітц Франциска Штарк Ніна Крістен | КНР Жань Кіонгьє Ши Меняо Міао Ванру                  |
| Дрібнокаліберна гвинтівка, 300 метрів, лежачи                |                                              |                                                    |                                                       |
| Дрібнокаліберна гвинтівка, 300 метрів, три положення         |                                              |                                                    |                                                       |

### Мікст
| Дисципліна                                   | Золото                                      | Срібло                                  | Бронза                                                        |
| -------------------------------------------- | ------------------------------------------- | --------------------------------------- | ------------------------------------------------------------- |
| Пневматичний пістолет, 10 метрів             | Австрія Сільвія Штайнер Річард Зехмейстер   | Південна Корея Ю Хьон Йон Пак Де Хун    | Іран Хані Ростам'ян Джавад Форугі КНР Цзян Рансінь Чжан Бовен |
| Швидкісний пістолет, 25 метрів               | Україна Юлія Коростильова Максим Городинець | Індія Каур Брар Аніш Аніш               | Південна Корея Кім Джан Мі Кім Сео Джун                       |
| Стандартний пістолет, 25 метрів              | Німеччина Дорін Веннекамп Крістіан Райц     | Південна Корея Кім Джан Мі Кім Сео Джун | Україна Олена Костевич Павло Коростильов                      |
| Пневматична гвинтівка, 10 метрів             | КНР Хуан Ютінь Ян Хаожань                   | Південна Корея Квон Да Йон Кім Сан То   | Південна Корея Чо Ин Йон Пак Де Хун КНР Чжан Юй Шен Ліхао     |
| Дрібнокаліберна гвинтівка, 50 метрів, лежачи | США Саген Маддалена Іван Роу                | Україна Дар'я Тихова Сергій Куліш       | Німеччина Джолін Бір Максиміліан Даллінгер                    |

## Виступ українських спортсменів

### Чоловіки
| Спортсмен | Дисципліна                                              | Кваліфікація                                                    | Кваліфікація | Фінал            | Фінал            |
| Очки | Місце                                                   | Очки                                                            | Місце        |                  |                  |
| --- | ------------------------------------------------------- | --------------------------------------------------------------- | ------------ | ---------------- | ---------------- |
| Віктор Банькін Київ                                                                                            | пневматичний пістолет, 10 м                             | 583                                                             | 5 Q          | 148.1            | 7                |
| Віктор Банькін Київ                                                                                            | пістолет, 50 м                                          | Н/Д                                                             | Н/Д          | 560              | 3                |
| Олег Омельчук Рівненська область                                                                               | пневматичний пістолет, 10 м                             | 574                                                             | 43           | Завершив виступ  | Завершив виступ  |
| Олег Омельчук Рівненська область                                                                               | пістолет, 50 м                                          | Н/Д                                                             | Н/Д          | 554              | 10               |
| Павло Коростильов Львівська область                                                                            | пневматичний пістолет, 10 м                             | 584                                                             | 4 Q          | 251.0            | 3                |
| Павло Коростильов Львівська область                                                                            | швидкісний пістолет, 25 м                               | 584                                                             | 9            | Завершив виступ  | Завершив виступ  |
| Павло Коростильов Львівська область                                                                            | центральний пістолет, 25 м                              | 285 (DNF)                                                       | 33           | Завершив виступ  | Завершив виступ  |
| Павло Коростильов Львівська область                                                                            | стандартний пістолет, 25 м                              | Н/Д                                                             | Н/Д          | 582              | 1                |
| Володимир Пастернак Львівська область                                                                          | швидкісний пістолет, 25 м                               | 574                                                             | 33           | Завершив виступ  | Завершив виступ  |
| Володимир Пастернак Львівська область                                                                          | стандартний пістолет, 25 м                              | Н/Д                                                             | Н/Д          | 565              | 17               |
| Максим Городинець Полтавська область                                                                           | швидкісний пістолет, 25 м                               | 579                                                             | 18           | Завершив виступ  | Завершив виступ  |
| Максим Городинець Полтавська область                                                                           | стандартний пістолет, 25 м                              | Н/Д                                                             | Н/Д          | 564              | 18               |
| Олександр Галкін Львівська область                                                                             | пневматична гвинтівка, 10 м                             | 621.9                                                           | 74           | Завершив виступ  | Завершив виступ  |
| Олександр Галкін Львівська область                                                                             | дрібнокаліберна гвинтівка, 50 м, три положення          | 583                                                             | 48           | Завершив виступ  | Завершив виступ  |
| Олег Царьков Вінницька область                                                                                 | пневматична гвинтівка, 10 м                             | 626.6                                                           | 29           | Завершив виступ  | Завершив виступ  |
| Олег Царьков Вінницька область                                                                                 | дрібнокаліберна гвинтівка, 50 м, лежачи                 | Н/Д                                                             | Н/Д          | 617.9            | 51               |
| Олег Царьков Вінницька область                                                                                 | дрібнокаліберна гвинтівка, 50 м, три положення          | 583                                                             | 50           | Завершив виступ  | Завершив виступ  |
| Сергій Куліш Черкаська область                                                                                 | пневматична гвинтівка, 10 м                             | 629.9                                                           | 9            | Завершив виступ  | Завершив виступ  |
| Сергій Куліш Черкаська область                                                                                 | дрібнокаліберна гвинтівка, 50 м, лежачи                 | Н/Д                                                             | Н/Д          | 623.6            | 22               |
| Сергій Куліш Черкаська область                                                                                 | дрібнокаліберна гвинтівка, 50 м, три положення          | 593                                                             | 3 Q          | 413.9 16-6       | 1                |
| Юрій Сухоруков Донецька область                                                                                | дрібнокаліберна гвинтівка, 50 м, лежачи                 | Н/Д                                                             | Н/Д          | 614.5            | 67               |
| Віктор Банькін КиївОлег Омельчук Рівненська областьПавло Коростильов Львівська область                         | пневматичний пістолет, 10 м, команда                    | 290 288 285 863-25x191 190 193 574-18x                          | 6 Q7         | Завершили виступ | Завершили виступ |
| Павло Коростильов Львівська областьМаксим Городинець Полтавська областьДенис Кушніров Дніпропетровська область | швидкісний пістолет, 10 м, команда                      | 290-13x 290-11x 287-6x 867-30x188-4x 196-9x 190-2x 574-15x      | 6 Q1 Q       | 6-16             | 2                |
| Сергій Куліш Черкаська областьОлег Царьков Вінницька областьОлександр Галкін Львівська область                 | пневматична гвинтівка, 10 м, команда                    | 312.1 308.3 932.5                                               | 19           | Завершили виступ | Завершили виступ |
| Сергій Куліш Черкаська областьОлег Царьков Вінницька областьЮрій Сухоруков Донецька область                    | дрібнокаліберна гвинтівка, 50 м, три положення, команда | 447-28x 436-24x 433-21x 1316-73x298-22x 288-16x 280-11x 866-49x | 6 Q8         | Завершили виступ | Завершили виступ |

### Жінки
| Спортсмен                                                                                                | Дисципліна                                              | Кваліфікація                                              | Кваліфікація | Фінал            | Фінал            |
| Очки | Місце                                                   | Очки                                                      | Місце        |                  |                  |
| --- | ------------------------------------------------------- | --------------------------------------------------------- | ------------ | ---------------- | ---------------- |
| Юлія Коростильова Львівська область                                                                      | пневматичний пістолет, 10 м                             | 557                                                       | 83           | Завершила виступ | Завершила виступ |
| Юлія Коростильова Львівська область                                                                      | пістолет, 25 м                                          | 575                                                       | 25           | Завершила виступ | Завершила виступ |
| Юлія Коростильова Львівська область                                                                      | стандартний пістолет, 25 м                              | Н/Д                                                       | Н/Д          | 545              | 24               |
| Олена Костевич Чернігівська область                                                                      | пневматичний пістолет, 10 м                             | 580                                                       | 8 Q          | 149.2            | 8                |
| Олена Костевич Чернігівська область                                                                      | пістолет, 25 м                                          | 580                                                       | 21           | Завершила виступ | Завершила виступ |
| Оксана Ковальчук Рівненська область                                                                      | стандартний пістолет, 25 м                              | Н/Д                                                       | Н/Д          | 555              | 17               |
| Оксана Ковальчук Рівненська область                                                                      | пістолет, 50 м                                          | Н/Д                                                       | Н/Д          | 522              | 10               |
| Анастасія Німець Львівська область                                                                       | пістолет, 25 м                                          | 573                                                       | 49           | Завершила виступ | Завершила виступ |
| Анастасія Німець Львівська область                                                                       | стандартний пістолет, 25 м                              | Н/Д                                                       | Н/Д          | 550              | 22               |
| Вікторія Сухорукова Донецька область                                                                     | пневматична гвинтівка, 10 м                             | 625.5                                                     | 55           | Завершила виступ | Завершила виступ |
| Вікторія Сухорукова Донецька область                                                                     | дрібнокаліберна гвинтівка, 50 м, три положення          | 582                                                       | 35           | Завершила виступ | Завершила виступ |
| Дар'я Тихова Херсонська область                                                                          | пневматична гвинтівка, 10 м                             | 624.2                                                     | 65           | Завершила виступ | Завершила виступ |
| Дар'я Тихова Херсонська область                                                                          | дрібнокаліберна гвинтівка, 50 м, три положення          | 575                                                       | 58           | Завершила виступ | Завершила виступ |
| Дар'я Тихова Херсонська область                                                                          | дрібнокаліберна гвинтівка, 50 м, лежачи                 | Н/Д                                                       | Н/Д          | 618.2            | 26               |
| Леся Леськів Вінницька область                                                                           | пневматична гвинтівка, 10 м                             | 618.6                                                     | 105          | Завершила виступ | Завершила виступ |
| Леся Леськів Вінницька область                                                                           | дрібнокаліберна гвинтівка, 50 м, лежачи                 | Н/Д                                                       | Н/Д          | 620.9            | 17               |
| Наталія Кальниш Київ                                                                                     | дрібнокаліберна гвинтівка, 50 м, лежачи                 | Н/Д                                                       | Н/Д          | 609.2            | 62               |
| Наталія Кальниш Київ                                                                                     | дрібнокаліберна гвинтівка, 50 м, три положення          | 580                                                       | 43           | Завершила виступ | Завершила виступ |
| Олена Костевич Чернігівська областьЮлія Коростильова Львівська областьАнастасія Німець Львівська область | пістолет, 25 м, команда                                 | 299-16x 292-6x 289-9x 880-31x146-6x 146-5x 145-3x 437-14x | 1 Q6         | Завершили виступ | Завершили виступ |
| Вікторія Сухорукова Донецька областьДар'я Тихова Херсонська областьЛеся Леськів Вінницька область        | пневматична гвинтівка, 10 м, команда                    | 316.4 312.9 308.0 937.3                                   | 17           | Завершили виступ | Завершили виступ |
| Дар'я Тихова Херсонська областьВікторія Сухорукова Донецька областьНаталія Кальниш Київ                  | дрібнокаліберна гвинтівка, 50 м, три положення, команда | 440-13x 433-16x 1306-45x                                  | 10           | Завершили виступ | Завершили виступ |

### Мікст
| Спортсмен                                                               | Дисципліна                              | Кваліфікація                                | Кваліфікація | Фінал            | Фінал            |
| Очки                                                                    | Місце                                   | Очки                                        | Місце        |                  |                  |
| ----------------------------------------------------------------------- | --------------------------------------- | ------------------------------------------- | ------------ | ---------------- | ---------------- |
| Олена Костевич Чернігівська областьОлег Омельчук Рівненська область     | пневматичний пістолет, 10 м             | 290 288 578-17x                             | 7            | Завершили виступ | Завершили виступ |
| Юлія Коростильова Львівська областьПавло Коростильов Львівська область  | пневматичний пістолет, 10 м             | 272 290 562-15x                             | 48           | Завершили виступ | Завершили виступ |
| Анастасія Німець Львівська областьПавло Коростильов Львівська область   | швидкісний пістолет, 25 м               | 270-5x 294-7x 564-12x177-4x 193-6x 370-10x  | 5 Q6         | Завершили виступ | Завершили виступ |
| Юлія Коростильова Львівська областьМаксим Городинець Полтавська область | швидкісний пістолет, 25 м               | 269-3x 293-13x 562-16x186-5x 194-5x 380-10x | 6 Q2 Q       | 16-14            | 1                |
| Олена Костевич Чернігівська областьПавло Коростильов Львівська область  | стандартний пістолет, 25 м              | 281 288 569-18x184 191 375- 9x              | 3 Q3 Q       | 16-4             | 3                |
| Оксана Ковальчук Рівненська областьМаксим Городинець Полтавська область | стандартний пістолет, 25 м              | 281 286 567-16x179 182 361- 6x              | 4 Q8         | Завершили виступ | Завершили виступ |
| Дар'я Тихова Херсонська областьСергій Куліш Черкаська область           | пневматична гвинтівка, 10 м             | 311.8 315.7 627.5                           | 16           | Завершили виступ | Завершили виступ |
| Вікторія Сухорукова Донецька областьОлег Царьков Вінницька область      | пневматична гвинтівка, 10 м             | 313.1 309.8 622.9                           | 50           | Завершили виступ | Завершили виступ |
| Дар'я Тихова Херсонська областьСергій Куліш Черкаська область           | дрібнокаліберна гвинтівка, 50 м, лежачи | 314.9 310.9 625.8207.6 208.8 416.4          | 5 Q2 Q       | 8-16             | 2                |
| Леся Леськів Вінницька областьЮрій Сухоруков Донецька область           | дрібнокаліберна гвинтівка, 50 м, лежачи | 307.4 307.5 614.9                           | 28           | Завершили виступ | Завершили виступ |